# Друга генерација
Друга генерација је југословенски филм из 1983. године. Режирао га је Желимир Жилник, а сценарио је писао Желимир Жилник.

## Улоге
| Глумац            | Улога |
| ----------------- | ----- |
| Петар Босанчић    |       |
| Властимир Синко   |       |
| Драган Сокољански |       |
| Сања Златковић    |       |